# Хохберг, Ханс-Хайнрих XVII фон
Ханс-Хайнрих XVII фон Хохберг (нем. Hans-Heinrich XVII Wilhelm Albert-Eduard von Hochberg) (2 февраля 1900, Берлин — 22 января 1984, Лондон) — 4-й и 8-й титулярный князь Плесский, граф фон Хохберг и барон Фюрстенштайнский. Британский, германский и польский бизнесмен, политический деятель, военный, спортсмен, глава аристократического рода фон Хохбергов.

## Биография

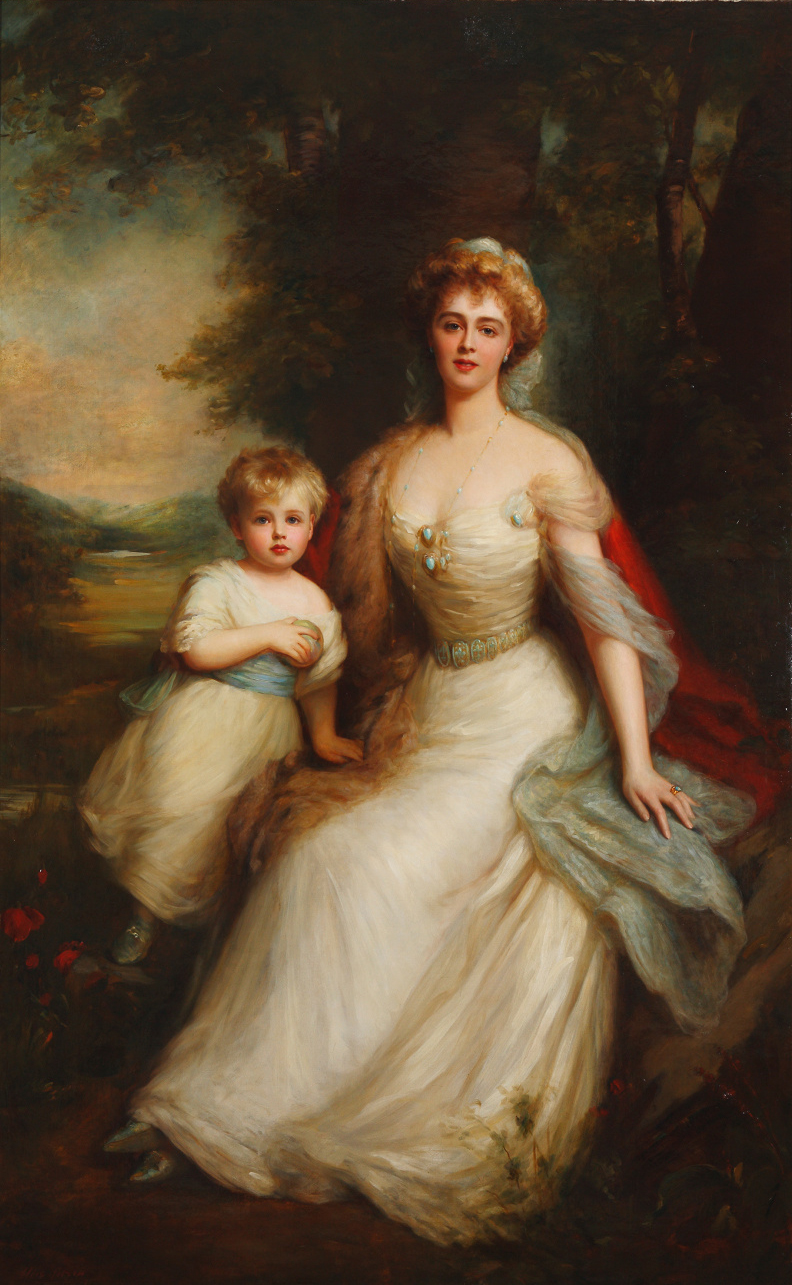
Ханс-Хайнрих XVII с матерью в 1902 году на портрете Эллиса Робертса

Родился 2 февраля 1900 года в Плесском дворце в Берлине и был крещён 1 марта. Крёстными родителями стали друзья семьи — германский император Вильгельм II и принц Альберт-Эдвард Уэльский, в честь которых получил свои имена, был известен под семейным прозвищем «Ханзель».
Получил домашнее образование. В 1916 году поступил добровольцем в армию. Лейтенант Лейб-гвардии гусарского полка, затем 1-го Гвардейского пехотного полка, демобилизовался в 1919 году. В 1921 году вместе со своим отрядом, финансировавшимся его отцом, вступил в «Самооборону Верхней Силезии» и участвовал в боях за гору Святой Анны. В 1920 — 1924 годах, учась в Берлинском университете жил в Берлине, где сблизился с британским послом виконтом Эдгаром Д'Эберноном и его женой виконтессой Хелен Д'Эбернон. Закончил учёбу доктором политический наук. В 1923 году участвовал в горных гонках Австрийского автомобильного клуба на шоссе через Земмерингский перевал. В 1925 году назначен отцом генеральным уполномоченным, став фактическим хозяином «Плесского концерна».
В 1929 году, после смерти графа Эдвина Хенкеля фон Доннерсмарка, избран президентом «Немецкого народного союза Польской Силезии» в котором с Отто Улитцем защищает права немецкого меньшинства в Силезском воеводстве.
В 1929–1932 годах — душеприказчик графини Мэри фон Франкен-Зирсторпфф, подруги его матери и герцогини Марии Бояно, тётки его жены.
Живя с 1932 года в Лондоне, в 1939 году безуспешно пытался натурализоваться в Великобритании при поручительсте виконта Энтони Лоутера и своего дяди герцога Хью Вестминстерского. С началом войны был интернирован. В 1943 году со своим адвокатом Джеральдом Слейдом выиграл в Высоком суде дело о диффамации против виконта Робина Каслри, защищавшегося адвокатом Валентайном Холмсом.
Доброволец Шотландского гвардейского полка, затем, получив чин лейтенанта, поступил в Пионерский корпус.
В 1970-е годы увлёкся спиритизмом, став членом «Общества психических исследований».

## Семья
В 1924–1952 годах был женат первым браком на баронессе Марии-Катарине фон Беркхайм, урождённой графине Шёнборн-Визентайдской. Заменил рано умершего отца барону Эгенольфу фон Беркхайму — сыну своей жены от первого мужа. Вторым браком был женат в 1958–1971 годах на Мэри Минчин.

## Награды
- Орден Железного креста 1-го класса (1918)
- Орден Железного креста 2-го класса (1917)

## Титулы
- 2 февраля 1900 — 14 августа 1907 — Граф фон Хохберг, барон Фюрстенштайнский
- 14 августа 1907 — 31 января 1938 — Его Княжеская милость Принц Плесский, граф фон Хохберг, барон Фюрстенштайнский
- 31 января 1938 — 26 января 1984 — Его Светлость Князь Плесский, граф фон Хохберг, барон Фюрстенштайнский